# Saison 2017 de l'équipe cycliste HP BTP-Auber 93
La saison 2017 de l'équipe cycliste HP BTP-Auber 93 est la vingt-quatrième de cette équipe.

## Préparation de la saison 2017

### Arrivées et départs
| Arrivées       | Équipe 2016               |
| -------------- | ------------------------- |
| Nicolas Baldo  | Roth                      |
| Jérémy Bescond | Côtes d'Armor-Marie Morin |
| Kévin Le Cunff | CM Aubervilliers 93       |
| Damien Touzé   | CC Étupes                 |

| Départs            | Équipe 2017           |
| ------------------ | --------------------- |
| César Bihel        | Pays de Dinan         |
| Julien Guay        | Sojasun espoir-ACNC   |
| Guillaume Levarlet | Wanty-Groupe Gobert   |
| Maxime Renault     | Sojasun espoir-ACNC   |
| Théo Vimpère       | Pro Immo Nicolas Roux |

## Coureurs et encadrement technique

### Effectif

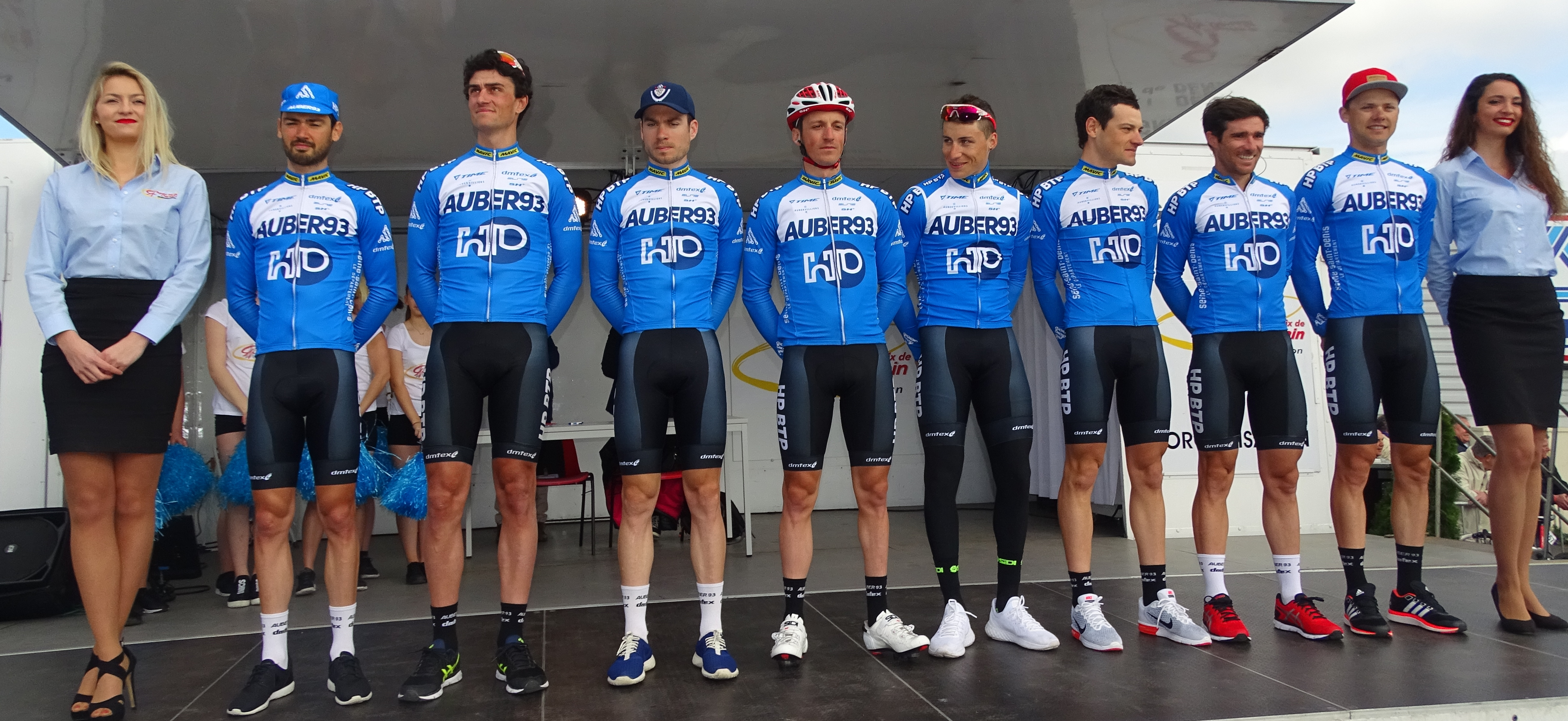
L'équipe HP BTP-Auber 93 lors du Grand Prix de Denain.

| Cycliste            | Date de naissance | Nationalité | Équipe 2016               |  |
| ------------------- | ----------------- | ----------- | ------------------------- |  |
| Nicolas Baldo       | 10 juin 1984      | France      | Roth                      |  |
| Jérémy Bescond      | 27 février 1991   | France      | Côtes d'Armor-Marie Morin |  |
| Flavien Dassonville | 16 février 1991   | France      | HP BTP-Auber 93           |  |
| Romain Feillu       | 16 avril 1984     | France      | HP BTP-Auber 93           |  |
| Pierre Gouault      | 9 février 1993    | France      | HP BTP-Auber 93           |  |
| Alo Jakin           | 14 novembre 1986  | Estonie     | HP BTP-Auber 93           |  |
| Kévin Le Cunff      | 16 mars 1988      | France      | CM Aubervilliers 93       |  |
| Anthony Maldonado   | 9 avril 1991      | France      | HP BTP-Auber 93           |  |
| David Menut         | 11 mars 1992      | France      | HP BTP-Auber 93           |  |
| Damien Touzé        | 7 juillet 1996    | France      | CC Étupes                 |  |

## Bilan de la saison

### Victoires
| Date       | Course                                   | Pays   | Classe | Vainqueur           |
| ---------- | ---------------------------------------- | ------ | ------ | ------------------- |
| 02/04/2017 | Roue tourangelle                         | France | 1.1    | Flavien Dassonville |
| 26/04/2017 | 2e étape du Tour de Bretagne             | France | 2.2    | Flavien Dassonville |
| 01/05/2017 | Classement général du Tour de Bretagne   | France | 2.2    | Flavien Dassonville |
| 08/06/2017 | 1re étape de la Ronde de l'Oise          | France | 2.2    | Flavien Dassonville |
| 11/06/2017 | Classement général de la Ronde de l'Oise | France | 2.2    | Flavien Dassonville |